# Alrekstad

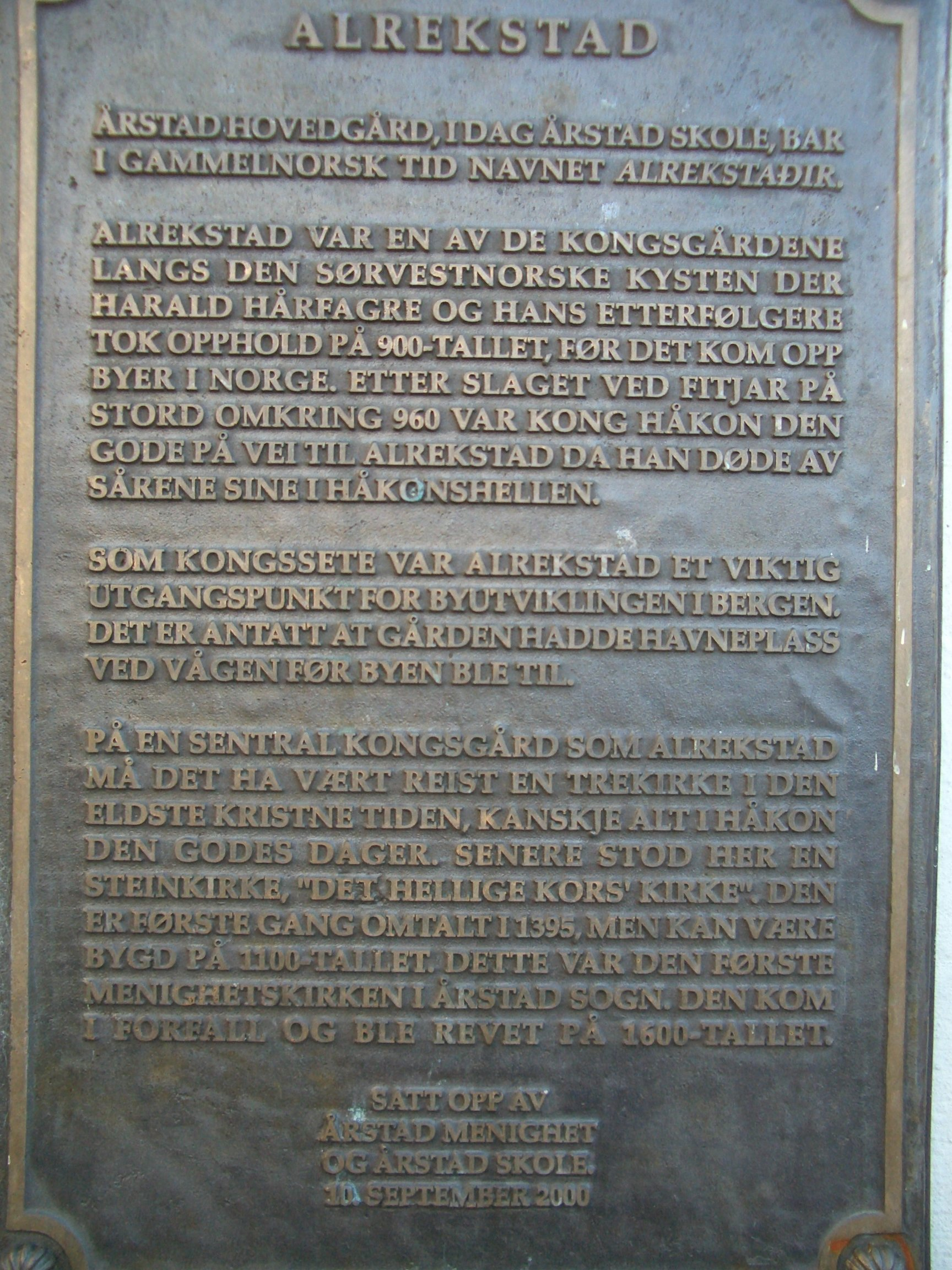
Plaque explicative.

Alrekstad (norrois: Álreksstaðir) était une importante ferme royale durant le haut Moyen Âge à Bergen, en Norvège. Elle était située au pied d'Ulriken. Harald Ier y résida au Xe siècle, et en 961 après la bataille de Fitjar Håkon Ier de Norvège s'y rendait lorsqu'il succomba ses blessures à Håkonshella, à peine à quelques kilomètres. Mais on sait qu'un roitelet nommé Alfred vivait déjà là au IVe siècle.
Le Store Lungegårdsvann était nommé à l'époque Ålrekstadvågen, Svartediket; et l'Ålrekstadvannet et le Puddefjord étaient nommés Skinhosa.
En outre, Årstadgeilen, la première rue de Bergen, allait d'Alrekstad à Alrekstadvågen
Durant le règne d'Eystein Magnusson (1103-1123), la résidence royale fut transférée à l'emplacement actuel de Bergenhus, là ou sera construit Håkonshallen un siècle plus tard.
Dans son testament, en 1277, Magnus VI de Norvège lègue le domaine d'Alrekstad au monastère de Nonneseter (Nonnesæter kloster).
L'étymologie du nom Alrekstad viendrait du mot alrekr ou d'Ulriken. Aujourd'hui, le nom a évolué en Årstad, le nom d'un des bydeler de Bergen. Alrekstad, aujourd'hui appelée Årstadvollen, ne fait paradoxalement pas partie de ce bydel. Les bâtiments étaient situés à l'emplacement actuel de l'école d'Haukeland, et une résidence universitaire toute proche se nomme Alrek studenthjem.

## Traduction approximative de la plaque
« Dans les anciens temps norvégiens, la principale ferme d'Årstad, désormais école d'Årstad, porta le nom d'Alrekstaðir. Alrekstad était l'une des fermes royales le long de la côte sud-ouest de la Norvège ou Harald à la Belle Chevelure et sa suite restèrent dans les années 900, avant l'éclosion des villes dans le pays. Après la Bataille de Fitjar à Stord vers 960, Håkon le Bon était sur le chemin d'Alrekstad quand il mourut de ses blessures à Håkonhellen. En tant que trône, la ferme fut l'origine le développement de la ville de Bergen, et il est supposé que la ferme avait un port à Vågen avant la création de la ville. Il est aussi probable qu'exista une église en bois de l'époque d'Håkon le Bon. Plus tard, en 1395, on parle d'une église en pierre qui aurait pu être construite dans les années 1100. Cette congrégation dans la paroisse d'Årstad fut dissoute dans les années 1600.

Plaque posée par la congrégation d'Årstad et l'école d'Årstad. 10 septembre 2000. »